# Parc paysager Hachinger Tal
Le parc paysager Hachinger Tal est un parc paysager de 126 hectares située au sud de Munich, dans la zone administrative de Neubiberg, Ottobrunn et Unterhaching. Il a été construit sur le site de l'ancienne base aérienne de Neubiberg (sans bâtiment).
En 1997, la communauté d'Unterhaching près de Munich a acheté une grande partie de l'aérodrome abandonné et a commencé à le réaménager progressivement à partir de 2001. Le design vient du bureau d'architecture paysagiste Atelier Loidl de Berlin.

## Utilisation récréative
Le parc paysager est divisé en différentes zones : Alors que la partie sud/sud-est est en grande partie réservée à la nature, les zones de sports et d'aventures se trouvent à l'ouest du pont autoroutier et au nord-est, dans la partie appartenant à Neubiberg.
L'ancienne piste de l'aérodrome, qui forme l'axe central du parc, est aujourd'hui destinée aux patineurs et kitesurfeurs. Les chiens sont autorisés à courir librement sur le « dog mile » à la limite nord du parc, mais doivent être tenus en laisse sur le reste du site.
Les autres installations de loisirs incluent un parc d'attractions, des terrains de beach-volley et de football et une aire de jeux aquatiques au Hachinger Bach.

## Nature

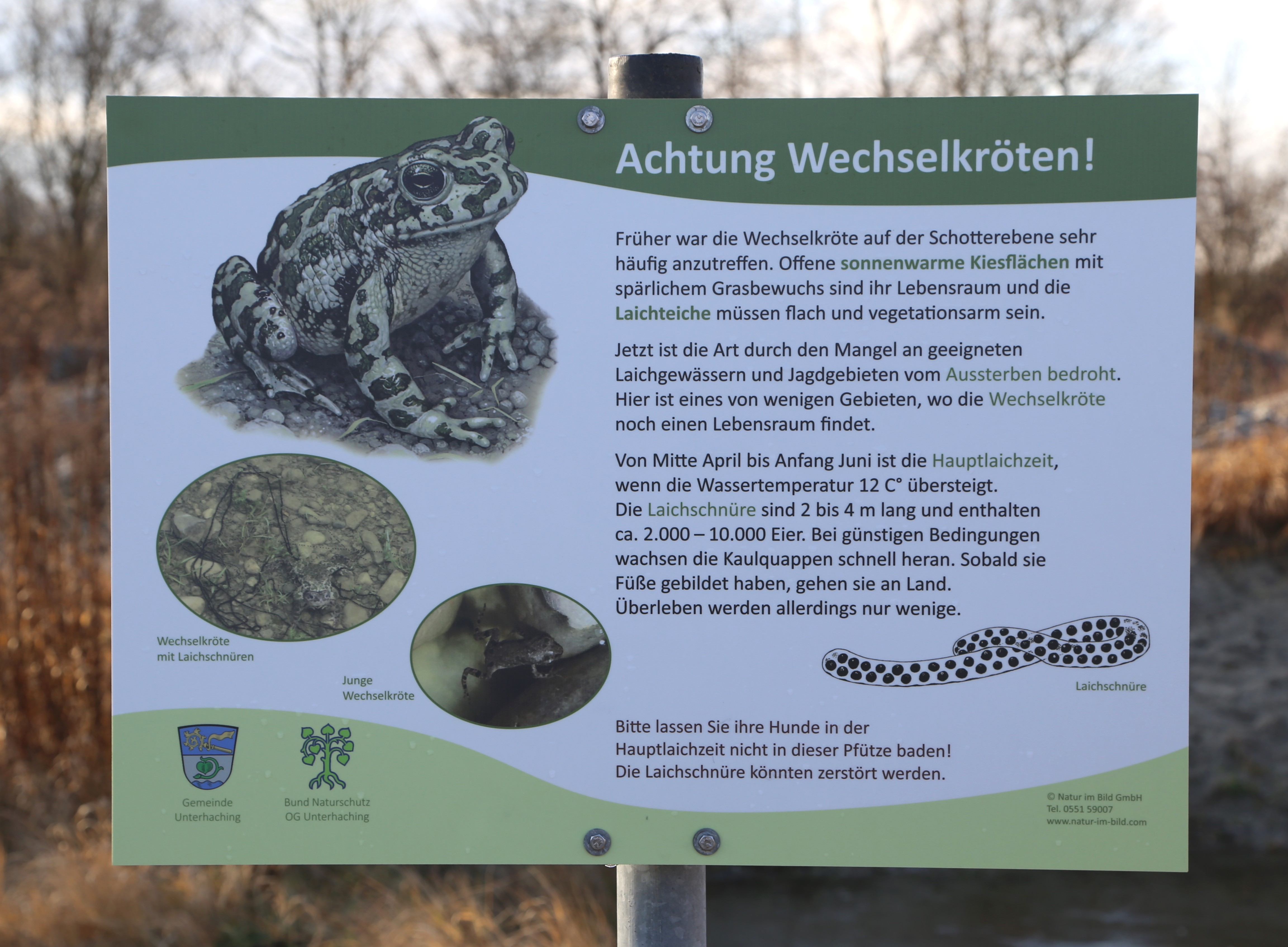
Avis de protection pour le parc paysager Hachinger Tal, Munich-Unterhaching

La zone comprend des restes de l'ancien « Perlacher Haid », une bruyère d'herbe extensive qui a été créée au cours de nombreuses années de pâturage. Les prairies deviennent des prairies riches en espèces, et à certains endroits aussi des pelouses calcaires. Les espèces qui figurent sur la liste rouge des espèces menacées se trouvent dans ces zones, dont l'accès est pour cette raison temporairement interdit .
Dans les zones périphériques, des buissons ont été plantés, qui servent de lieux de reproduction pour la pie-grièche écorcheur, l'ictérine et la fauvette grise. De plus, le lézard des souches est présent.
Plusieurs frayères pour les amphibiens ont été créées par la communauté d'Unterhaching et la ville de Munich. Elles servent à la reproduction du menacé crapaud vert, à la rainette et au triton alpestre.
Des vergers ont été plantés à l'ouest de l'autoroute. Le ruisseau Hachinger Bach, qui traverse la zone à l'ouest, a été renaturé et une forêt alluviale a été plantée. 
Les citoyens d'Unterhaching sont impliqués dans la conception et l'entretien du parc paysager. Le groupe de travail « Obstwiese », permet à ses membres de prendre en charge la plantation et l'entretien du verger sur la base du volontariat. Le groupe de travail « Sensibilisation Parc paysager » s'occupe de l'information des visiteurs, notamment des informations sur la faune et la flore et les zones de protection des espèces menacées .
Le parc paysager Hachinger Tal fait partie de la ceinture verte de Munich.

## Anciens bunkers
Il y a plusieurs bunkers comblés sur le site.

## Vues

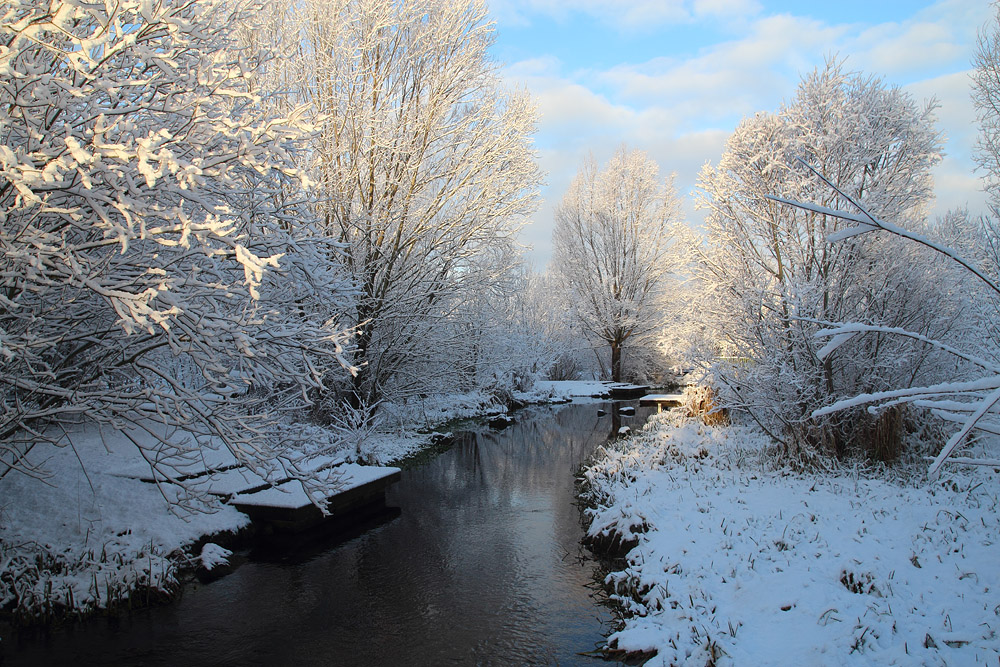
Ruisseau Hachinger Bach l'hiver
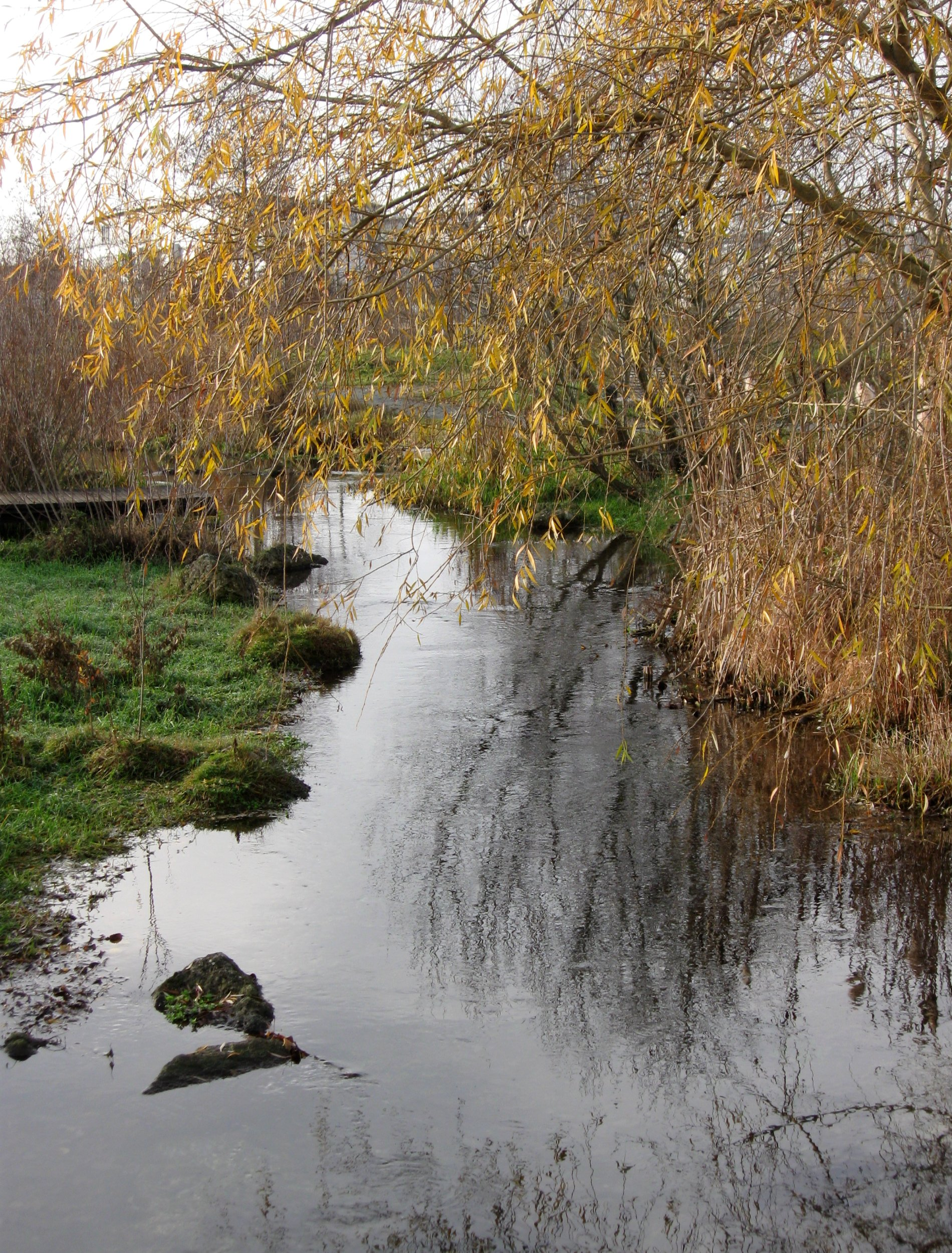
Ruisseau Hachinger Bach renaturé
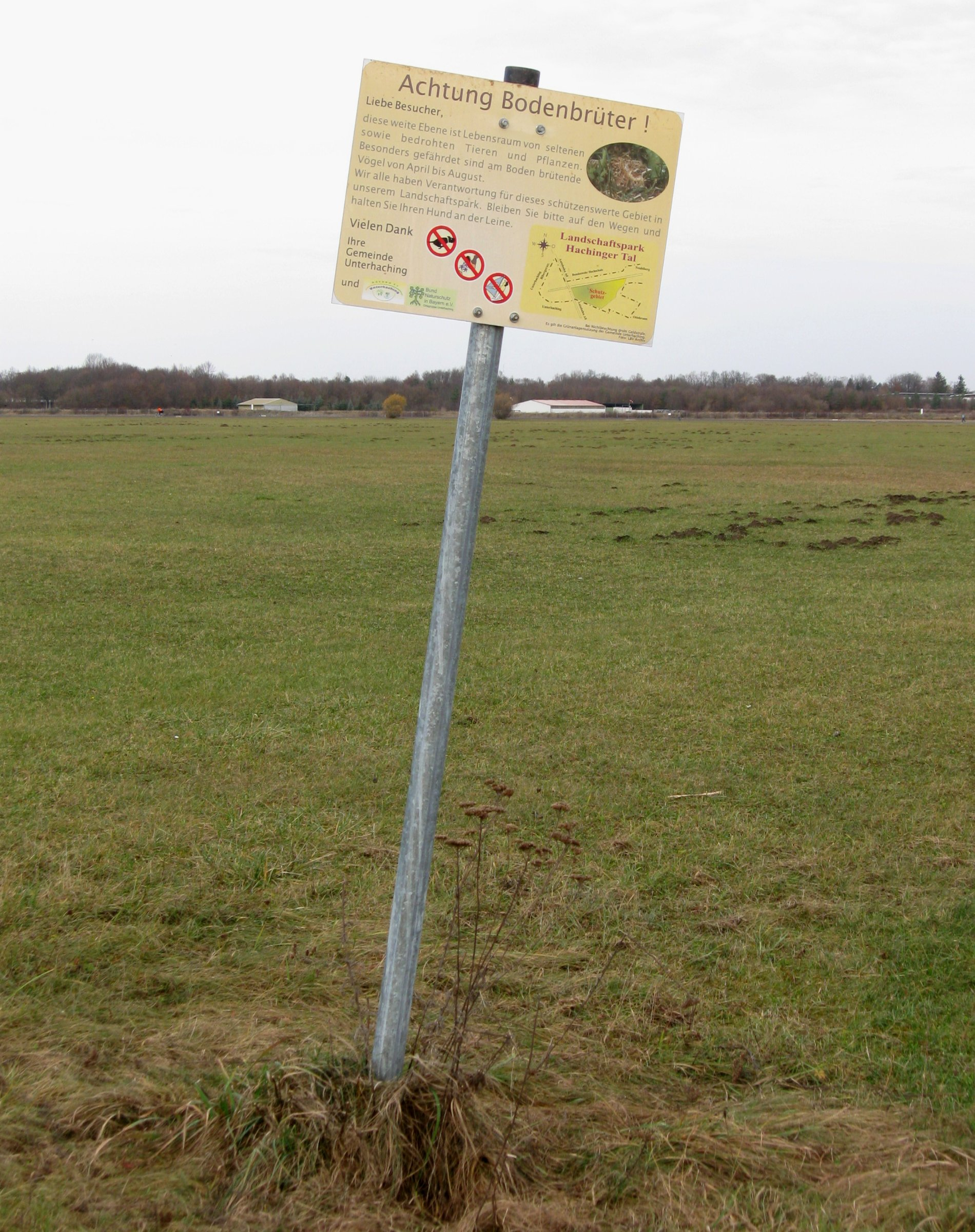
Aire protégée pour les oiseaux nicheurs au sol
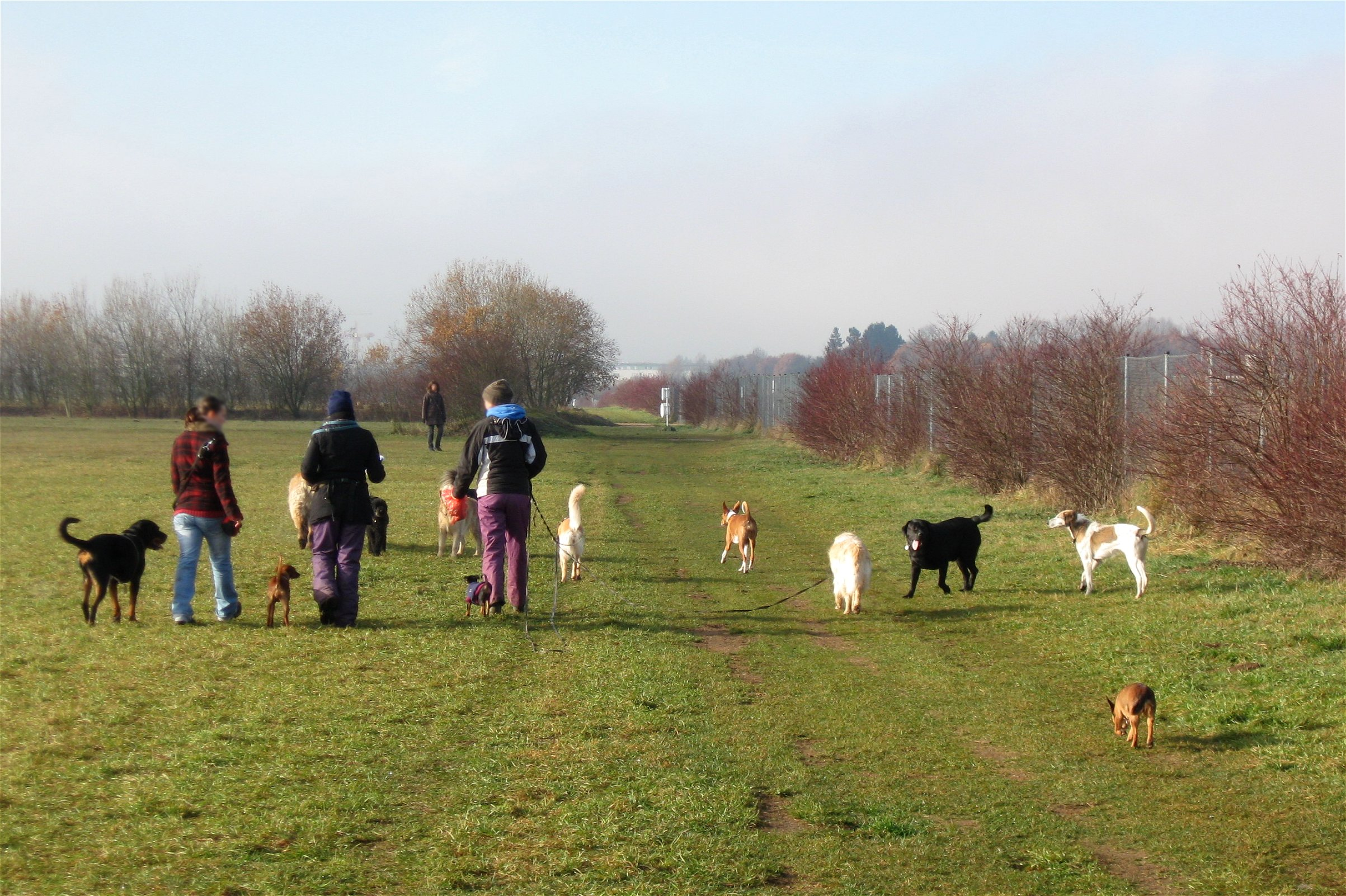
Le « Mile des chiens »
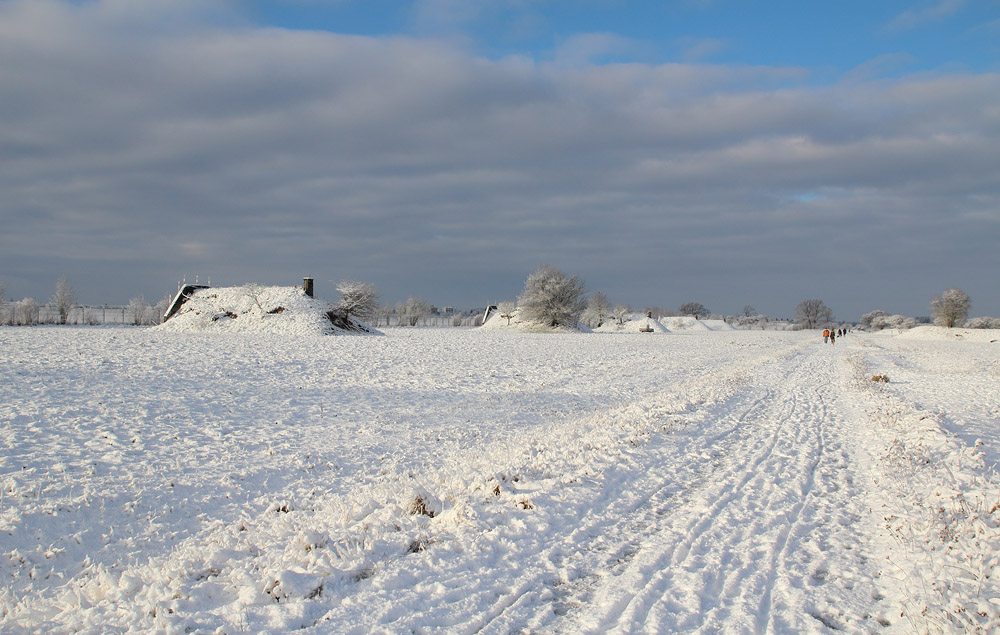
Le parc sous la neige - ancien bunker
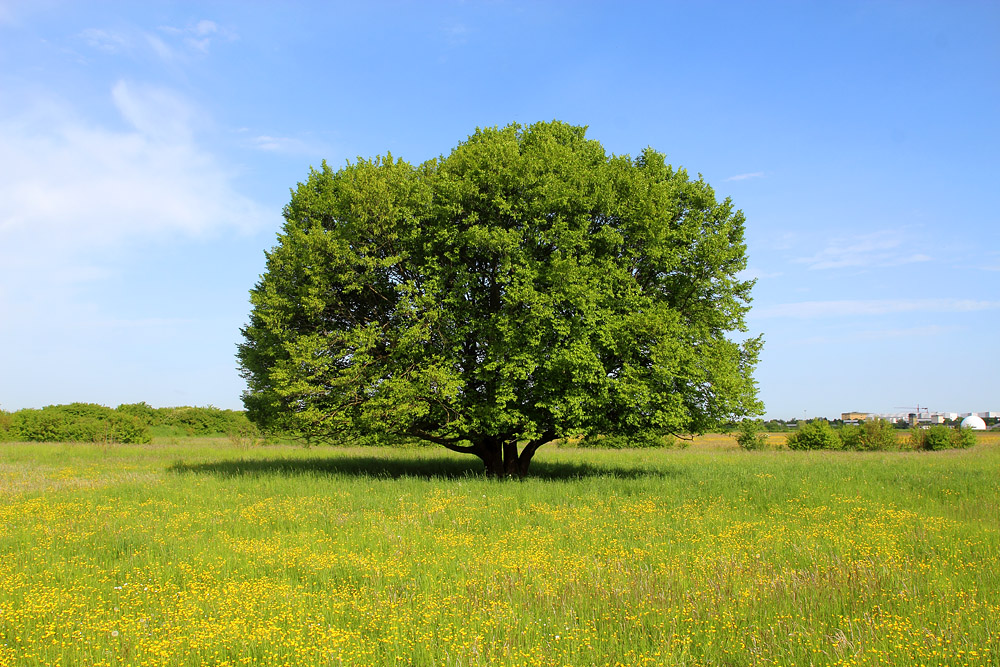
Charme
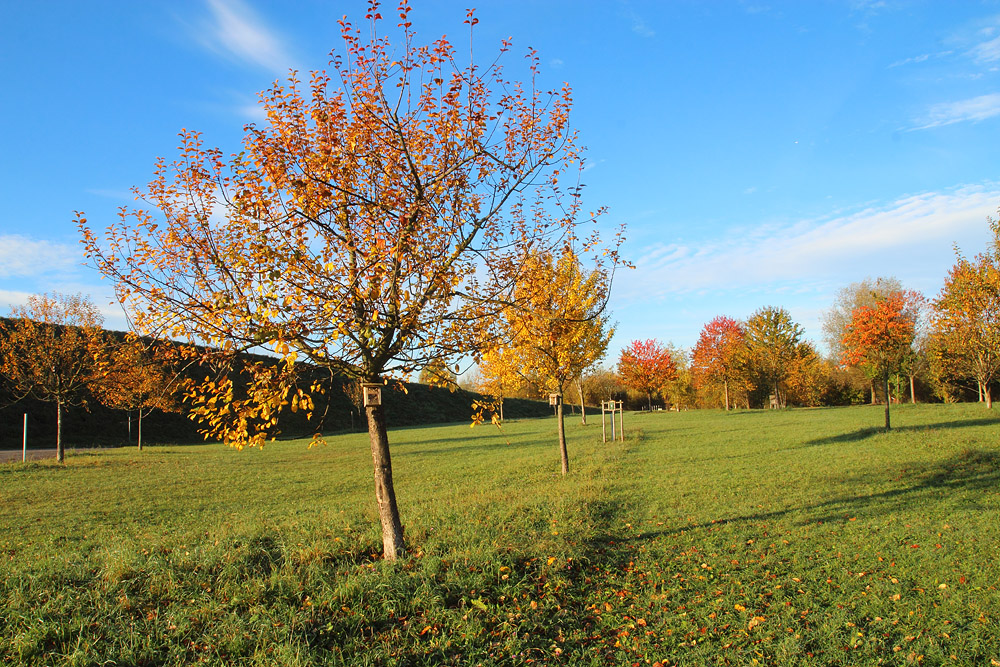
Parc paysager Hachinger Tal - pré verger
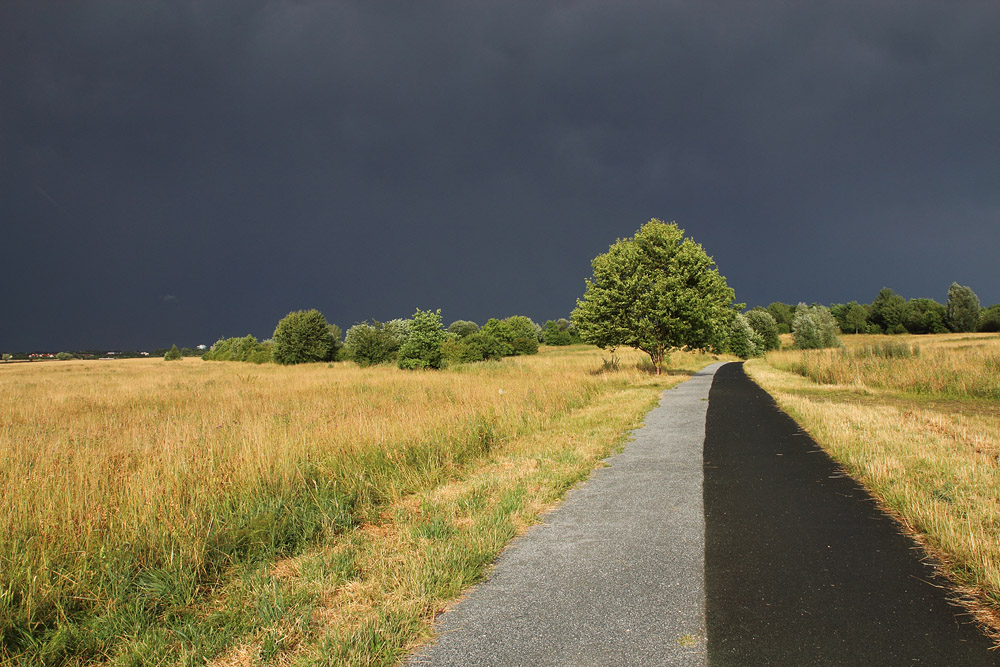
Parc paysager Hachinger Tal
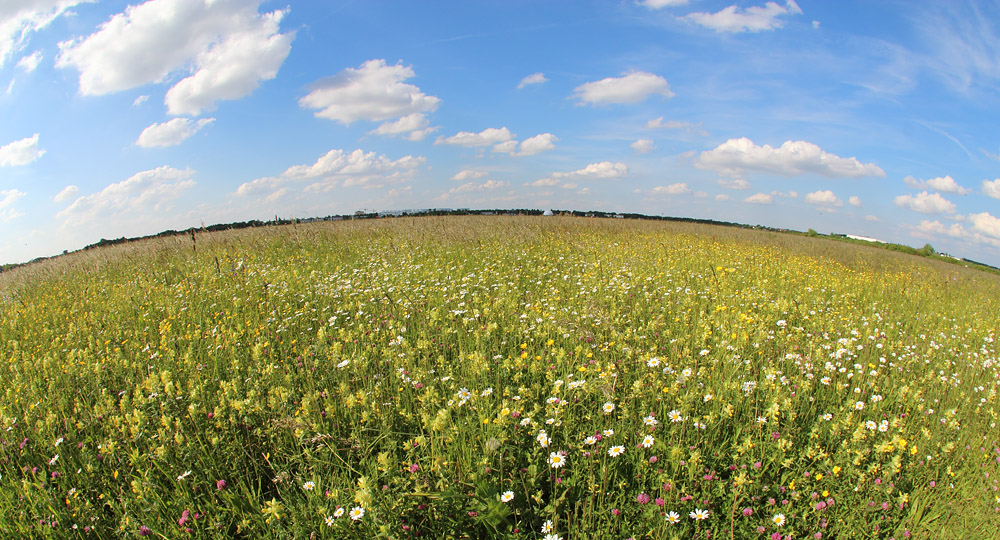
Parc paysager Hachinger Tal
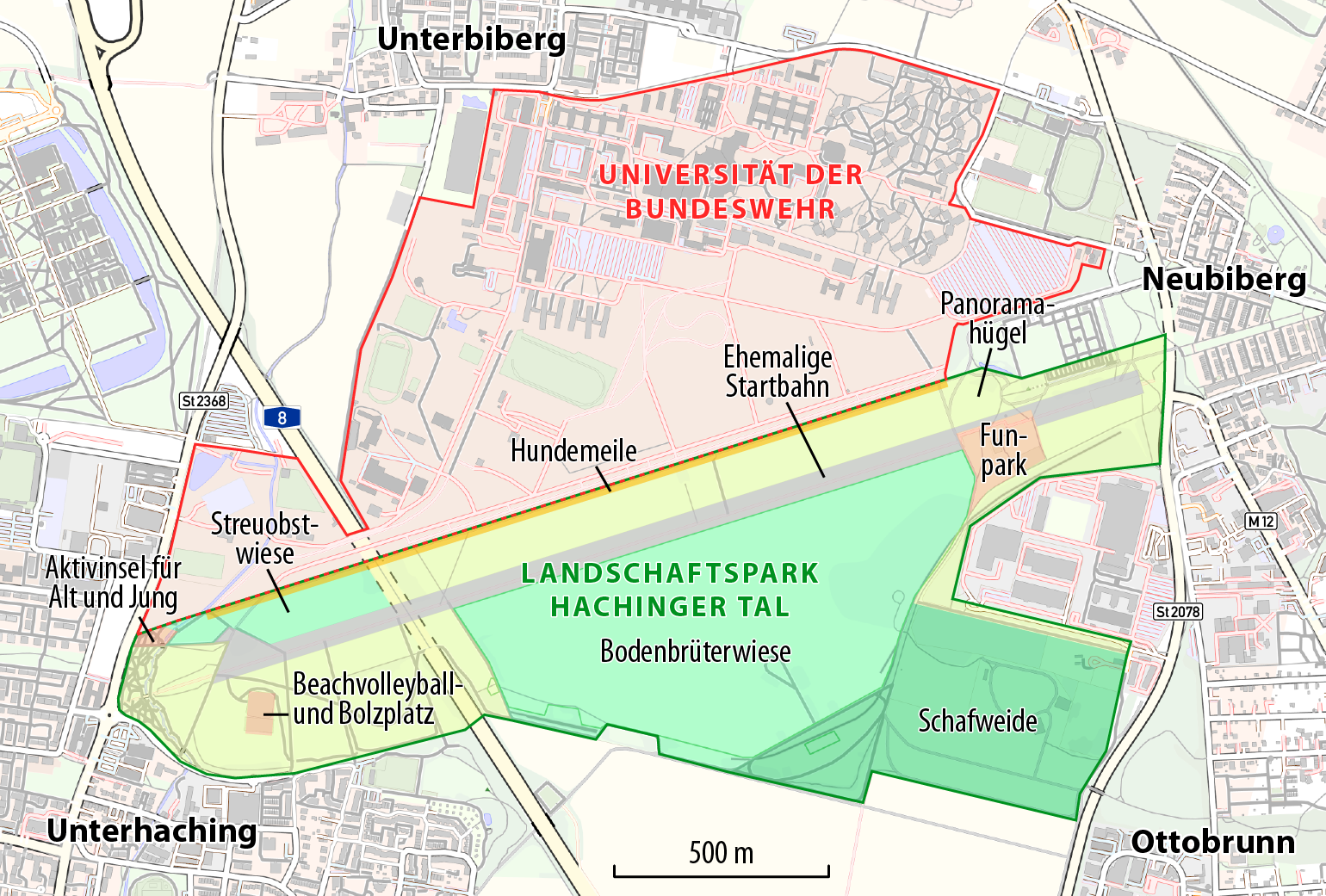
Carte d'ensemble

## Liens web
- Site web d'Unterhaching : Landschaftspark
- Oiseaux dans le parc paysager Hachinger Tal